# 伊凱·烏格博
伊凱·多米尼克·烏格博（英語：Iké Dominique Ugbo；國際音標：/ike dominik ugbo/；1998年9月21日—）是一名加拿大足球員，在場上司職前鋒。現效力於英冠球隊錫周三。加拿大国家男子足球队成員。

## 生平

### 早年
伊凱·烏格博出生於英國大倫敦地區的劉易舍姆，父母都是尼日利亞人。大約四五歲時，他隨家人移民到加拿大。

### 俱樂部生涯
2022年1月，亨克將烏格博租借到法甲球隊特魯瓦。烏格博在對陣布雷斯特的比賽中第一次為特魯瓦上陣。
2022年8月，烏格博從亨克完全轉會到特魯瓦，並和特魯瓦簽約到2026年。

### 國家隊生涯

#### 英格蘭
烏格博曾數次入選英格蘭U-17和U-20國青隊。2017年6月，他隨英格蘭U-20國青隊參加土倫盃錦標賽，並先後攻破安哥拉和科特迪瓦的大門，最終協助英格蘭奪得錦標賽冠軍。

#### 加拿大
2021年9月，烏格博曾經決定效力尼日利亞。然而，兩個月後，烏格博決定改為效力加拿大。翌日、烏格博馬上入選了加拿大男足對陣哥斯大黎加和墨西哥的世界盃預選賽大名單。11月12日，烏格博在加拿大主場迎戰哥斯大黎加的比賽的第86分鐘替補上陣，完成大國家隊首秀。